# Engebret Skogen
Engebret Skogen (n. 20 august 1887, Løten, Hedmark, Norvegia – d. 4 septembrie 1968, Comuna Hamar, Hedmark, Norvegia) a fost un trăgător de tir ce a reprezentat Norvegia, medaliat olimpic. A participat la o ediție a Jocurilor Olimpice (1912) în care a câștigat o medalie de bronz.

## Participări
Lista de mai jos prezintă principalele competiții la care a participat Engebret Skogen de-a lungul carierei.
- shooting at the 1912 Summer Olympics – men's 300 metre military rifle, three positions[*]